# Ernst-Alfred Thalmann
|  | No s'ha de confondre amb Ernst Thälmann. |

Ernst-Alfred Thalmann (Basilea, 8 d'abril de 1881 - Basilea, 23 de setembre de 1938) fou un futbolista, jurista, polític suís.

## Trajectòria
Va estudiar Dret a les universitats de Basilea, Berlín i París i es va doctorar el 1902 a Basilea. Va treballar com a advocat, especialitzat en dret industrial. Va estar en els consells d'administració de CIBA, Weyer Bank, Lederimport AG, Rheinische Reinsurance i Tabakcompagnie AG, entre d'altres empreses, i va ser membre de la Cambra de Comerç de Basilea.
Durant la seva joventut va ser un dels pioners del futbol suís. Va jugar com a mig i defensa al FC Basel, club del qual també va ser president durant dotze anys, en cinc períodes diferents (1900-1901, 1902, 1903-1907, 1908-1913 i 1914-1915). També fou internacional amb la selecció suïssa. El 1909 es traslladà a viure a Barcelona i jugà al FC Barcelona amb qui va guanyar dos campionats de Catalunya. Posteriorment va jugar a Suïssa amb el FC St. Gallen.
Políticament, va militar al Partit Radical Democràtic de Suïssa. Entre 1911 i 1937 va ser diputat cantonal de Basilea-Ciutat. De 1928 a 1935 va representar aquest cantó com a diputat al Consell dels Estats. A partir de 1929 va ser rector de la Universitat de Basilea. Va ser també un destacat col·leccionista d'art i, com a tal, va ser comissari del Museu d'Art de Basilea.